# Поланецкий универсал

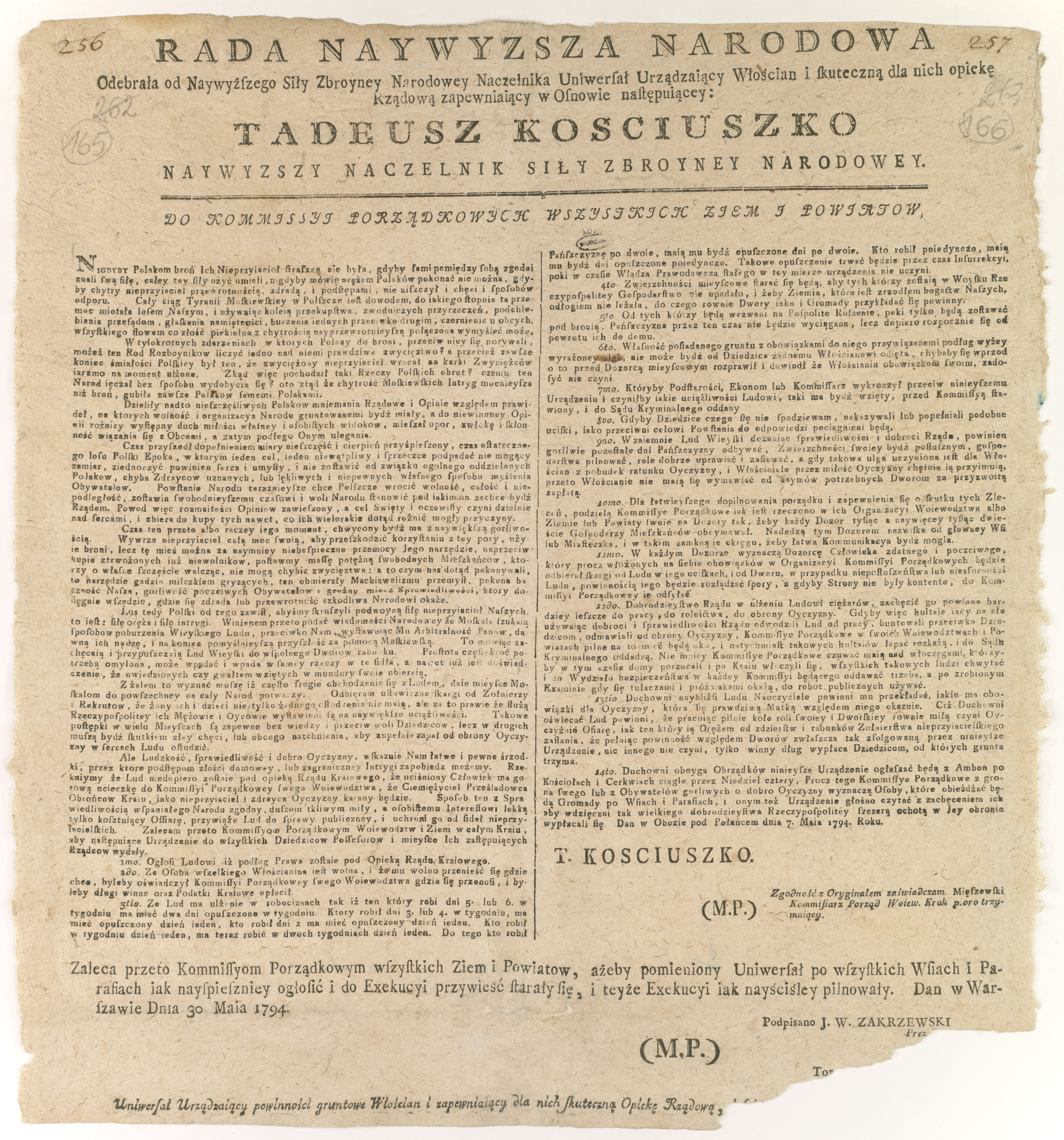

Поланецкий универсал — законодательный акт Начальника восстания 1794 года Т. Костюшко, изданный 7 мая 1794 в лагере возле местечка Поланец под Сандомиром. Составлен при участии Г. Коллонтая.
Универсал провозглашал опеку правительства над крестьянами и отмену крепостного права: крестьяне объявлялись лично свободными, но без наделения землёй. Уйти от помещика крестьянин мог только при условии уплаты долгов и государственных налогов, а также поставив в известность комиссию управления о том, куда он переселяется. Устанавливались определённые льготы в отбывании барщины. Специальными статьями «Универсала» Костюшко предупреждал о том, что нарушение этих постановлений помещиками будет караться в судебном порядке и виновные будут наказаны как препятствующие целям восстания.
Крестьян в свою очередь призывали старательно отрабатывать оставшиеся дни барщины, слушать начальство, заботится о хозяйстве и не отказываться от найма к помещикам за соответствующую плату. Духовенству предписывалось объяснять это распоряжение с амвонов в костёлах и церквях на протяжении четырёх недель. Комиссии управления должны были назначать лиц, которые объезжали бы общины громко читали это распоряжение в деревнях и приходах, призывая крестьян к тому, чтобы они в благодарность за большие милости Речи Посполитой прямо стали на её защиту.

## Оценки
«Поланецкий универсал» не отменял крепостного права полностью и не ликвидировал феодальной эксплуатации, но разрешал крестьянам уходить от помещиков, что было в интересах зарождавшейся буржуазии. Этот акт был безусловно прогрессивным, хотя и половинчатым. Он ослаблял экономическое положение помещичьих имений, ограничивал барщину и подрывал значение дворянских привилегий, поэтому помещики всячески задерживали оглашение «Универсала» и, боясь социальной революции, часто шли на сговор с иностранными войсками. Многие положения «Универсала» не исполнялись на местах и остались только на бумаге. Против осуществления положений «Поланецкого универсала» выступали верхи католического духовенства.